# Municipio Ascención de Guarayos
Das Municipio Ascención de Guarayos (auch: Ascensión) ist ein Verwaltungsbezirk im Departamento Santa Cruz im Tiefland des südamerikanischen Anden-Staates Bolivien.

## Lage im Nahraum
Das Municipio Ascención ist eines von drei Municipios in der Provinz Guarayos. Es grenzt im Norden und Westen an das Departamento Beni, im Süden an das Municipio El Puente, im Südosten an die Provinz Ñuflo de Chávez und im Osten an das Municipio Urubichá.
Das Municipio erstreckt sich zwischen etwa 14° 16' und 16° 10' südlicher Breite und 62° 35' und 64° 02' westlicher Länge, seine Ausdehnung von Westen nach Osten beträgt bis zu 180 Kilometer und von Norden nach Süden bis zu 140 Kilometer.
Das Municipio umfasst 24 Gemeinden (localidades), der zentrale Ort des Municipios ist die Stadt Ascención de Guarayos mit 19.254 Einwohnern (Volkszählung 2012) im südlichen Teil des Municipios.

## Geographie
Das Municipio Ascención de Guarayos liegt in der Moxos-Ebene (spanisch: Llanos de Moxos), einer mehr als 100.000 km² großen Überschwemmungssavanne im nördlichen Tiefland von Bolivien. Das Klima der Region ist ein semi-humides Klima der warmen Tropen.
Die mittlere Durchschnittstemperatur der Region liegt bei etwa 25 °C (siehe Klimadiagramm Urubichá) und schwankt nur unwesentlich zwischen 22 °C im Juni und Juli und 27 °C von Oktober bis Februar. Der Jahresniederschlag beträgt etwa 1150 mm, bei einer schwach ausgeprägten Trockenzeit von Juni bis September mit Monatsniederschlägen unter 45 mm, und einer deutlichen Feuchtezeit von November bis März mit Monatsniederschlägen zwischen 140 und 200 mm.

## Bevölkerung
Die Einwohnerzahl des Municipios ist zwischen 1992 und 2024 auf das Dreifache angestiegen:
| Jahr | Einwohner | Quelle       |
| ---- | --------- | ------------ |
| 1992 | 11.137    | Volkszählung |
| 2001 | 16.984    | Volkszählung |
| 2012 | 27.070    | Volkszählung |
| 2024 | 34.002    | Volkszählung |

Die Bevölkerungsdichte des Municipios bei der letzten Volkszählung von 2024 betrug 4,2 Einwohner/km², der Alphabetisierungsgrad bei den über 6-Jährigen war von 83,2 Prozent (1992) auf 88,4 Prozent angestiegen. Die Lebenserwartung der Neugeborenen betrug 66,9 Jahre, die Säuglingssterblichkeit war von 5,0 Prozent (1992) auf 5,1 Prozent im Jahr 2001 geringfügig angestiegen.
92,0 Prozent der Bevölkerung sprechen Spanisch, 7,4 Prozent sprechen Quechua, 4,1 Prozent Guaraní 1,0 Prozent Aymara, und 27,5 Prozent sprechen andere indigene Sprachen. (2001)
70,8 Prozent der Bevölkerung haben keinen Zugang zu Elektrizität, 23,7 Prozent leben ohne sanitäre Einrichtung. (2001)
63,2 Prozent der 3086 Haushalte besitzen ein Radio, 21,7 Prozent einen Fernseher, 47,0 Prozent ein Fahrrad, 10,9 Prozent ein Motorrad, 5,5 Prozent ein Auto, 9,7 Prozent einen Kühlschrank, und 2,0 Prozent ein Telefon. (2001)

## Politik
Ergebnis der Regionalwahlen (concejales del municipio) vom 4. April 2010:
| Wahlberechtigte |  | Stimmen | gültig |  | MAS-IPSP | FA     | GH     | TODOS | SOL   | ASIP  |
| --------------- |  | ------- | ------ |  | -------- | ------ | ------ | ----- | ----- | ----- |
| 9.457           |  | 7.886   | 6.912  |  | 2.953    | 1.721  | 1.247  | 439   | 422   | 130   |
|                 |  | 83,4 %  | 87,6 % |  | 42,7 %   | 24,9 % | 18,0 % | 6,4 % | 6,1 % | 1,9 % |

Ergebnis der Regionalwahlen (elecciones de autoridades políticas) vom 7. März 2021:
| Wahl- berechtigte |  | Wahl- beteiligung | gültige Stimmen |  | MAS-IPSP | CREEMOS | UNIDOS  | ASIP   | SOL    | MNR    |
| ----------------- |  | ----------------- | --------------- |  | -------- | ------- | ------- | ------ | ------ | ------ |
| 16.490            |  | 14.026            | 12.339          |  | 5.471    | 4.634   | 1.952   | 135    | 104    | 43     |
|                   |  | 85,06 %           | 87,97 %         |  | 44,34 %  | 37,56 % | 15,82 % | 1,09 % | 0,84 % | 0,35 % |

## Gliederung
Das Municipio Ascención unterteilt sich in die folgenden drei Kantone (cantones):
- Cantón Ascención de Guarayos – 2 Vicecantones – 11 Ortschaften – 13.830 Einwohner (Hauptort: Ascención de Guarayos) (2001)
- Cantón San Pablo – 2 Vicecantones – 2 Ortschaften – 924 Einwohner (Hauptort: San Pablo de Guarayos)
- Cantón Santa María o Nueva Esperanza – 8 Vicecantones – 11 Ortschaften – 2.230 Einwohner (Hauptort: Santa María de Guarayos)

## Ortschaften im Municipio
- Kanton Ascención de Guarayos
  - Ascención de Guarayos 19.254 Einw. – Santa María de Guarayos 1.027 Einw. – San Luis 629 Einw. – San Antonio del Junte 481 Einw.
- Kanton San Pablo
  - San Pablo de Guarayos 1.215 Einw.
- Kanton Santa María o Nueva Esperanza
  - Nueva Jerusalén 838 Einw. – Cerro Chico 334 Einw. – Cerro Grande 327 Einw.